# Pièces en ECU de la Belgique
 (mars 2025).
Les pièces en ECU de la Belgique sont une des pièces de monnaie commémoratives non circulantes libellées en ECU émises par la Monnaie royale de Belgique, de 1987 à 1999.  Elles ont toutes été démonétisées le 1er janvier 1999, à la suite de la création de l'euro, par la loi du 30 octobre 1998, article 44 et l'arrêté royal du 26 novembre 1998.

## Pièces émises sous le règne du roi Baudouin (1987-1993)
| \| 5 ECU - 30 ans du Traité de Rome[1],[4] \| | \| 5 ECU - 30 ans du Traité de Rome[1],[4] \| | \| 5 ECU - 30 ans du Traité de Rome[1],[4] \| | \| 5 ECU - 30 ans du Traité de Rome[1],[4] \| | \| 5 ECU - 30 ans du Traité de Rome[1],[4] \| |
| --- | --- | --- | --- | --------------------------------------------- |
| | | | |                                               |
| Avers : Le buste de Charles Quint couronné, tourné vers la droite et entouré de la légende CAROLVS·DG·ROM·IMP.HISP.REX·DVX·BVRG:C·F (abréviation de Carolus Dei Gratia Romanorum Imperator Hispaniarum Rex Dux Burgundiae Comes Flandriae signifiant Charles, par la grâce de Dieu, empereur des Romains, roi d'Espagne, duc de Bourgogne, comte de Flandre). | Avers : Le buste de Charles Quint couronné, tourné vers la droite et entouré de la légende CAROLVS·DG·ROM·IMP.HISP.REX·DVX·BVRG:C·F (abréviation de Carolus Dei Gratia Romanorum Imperator Hispaniarum Rex Dux Burgundiae Comes Flandriae signifiant Charles, par la grâce de Dieu, empereur des Romains, roi d'Espagne, duc de Bourgogne, comte de Flandre). | Revers : La valeur nominale 5 ecu, au-dessus du millésime. Le tout est entouré des 12 étoiles du drapeau européen. Tout autour, dans un anneau, le nom du pays émetteur dans les trois langues nationales Belgique België Belgien. | Revers : La valeur nominale 5 ecu, au-dessus du millésime. Le tout est entouré des 12 étoiles du drapeau européen. Tout autour, dans un anneau, le nom du pays émetteur dans les trois langues nationales Belgique België Belgien. |                                               |
| Masse 22,85 g | Alliage Ag 83,3 % | Diamètre | Épaisseur |                                               |
| Artiste(s) | Artiste(s) | Tranche | Tranche |                                               |
| Millésimes 1987-1988 | Millésimes 1987-1988 | Frappe totale 1,015 millions de pièces | Frappe totale 1,015 millions de pièces |                                               |
| | | | |                                               |
| Remarques – Il s'agit de la toute première pièce émise en ECU. | | | |                                               |
| 5 ECU - 30 ans du Traité de Rome, | | | |                                               |

| \| 5 ECU - Charlemagne[5],[1] \| | \| 5 ECU - Charlemagne[5],[1] \| | \| 5 ECU - Charlemagne[5],[1] \| | \| 5 ECU - Charlemagne[5],[1] \| | \| 5 ECU - Charlemagne[5],[1] \| |
| --- | --- | --- | --- | -------------------------------- |
| | | | |                                  |
| Avers : L'effigie de Charlemagne, tournée vers la droite et entouré des légendes KAROLVS IMPAVG (abréviation de Karolus Imperator Augustus signifiant Charles empereur auguste), en haut, et VOT CL SRNB (abréviation de Vota CL Société royale de Numismatique de Belgique, signifiant vouée aux 150 ans de la Société royale de Numismatique de Belgique), en bas. | Avers : L'effigie de Charlemagne, tournée vers la droite et entouré des légendes KAROLVS IMPAVG (abréviation de Karolus Imperator Augustus signifiant Charles empereur auguste), en haut, et VOT CL SRNB (abréviation de Vota CL Société royale de Numismatique de Belgique, signifiant vouée aux 150 ans de la Société royale de Numismatique de Belgique), en bas. | Revers : La valeur nominale 5 ecu, au-dessus du millésime 1991. Le tout est entouré des 12 étoiles du drapeau européen. Tout autour, dans un anneau, le nom du pays émetteur dans les trois langues nationales Belgique België Belgien. | Revers : La valeur nominale 5 ecu, au-dessus du millésime 1991. Le tout est entouré des 12 étoiles du drapeau européen. Tout autour, dans un anneau, le nom du pays émetteur dans les trois langues nationales Belgique België Belgien. |                                  |
| Masse 22,85 g | Alliage Ag 83,3 % | Diamètre 37 mm | Épaisseur |                                  |
| Artiste(s) | Artiste(s) | Tranche lisse | Tranche lisse |                                  |
| Millésimes 1991 | Millésimes 1991 | Frappe totale 10 000 pièces | Frappe totale 10 000 pièces |                                  |
| | | | |                                  |
| Remarques – La pièce commémore le 11e Congrès international numismatique, organisé à Bruxelles du 8 au 13 septembre 1991, à l'occasion du 150e anniversaire de la Société royale de numismatique de Belgique, sous le haut patronage du Roi Baudouin. | | | |                                  |
| 5 ECU - Charlemagne, | | | |                                  |

| \| 5 ECU - Présidence belge du Conseil de l'Union européenne[7],[8] \| | \| 5 ECU - Présidence belge du Conseil de l'Union européenne[7],[8] \| | \| 5 ECU - Présidence belge du Conseil de l'Union européenne[7],[8] \| | \| 5 ECU - Présidence belge du Conseil de l'Union européenne[7],[8] \| | \| 5 ECU - Présidence belge du Conseil de l'Union européenne[7],[8] \| |
| --- | --- | --- | --- | ---------------------------------------------------------------------- |
| | | | |                                                                        |
| Avers : L'effigie du Roi Baudouin, tournée vers la gauche, entourée de la légende COMMVNITATVM EVROPAEARVM PRAESES · BELGIVM · (Présidence de la Communauté européenne · Belgique ·)                            | Avers : L'effigie du Roi Baudouin, tournée vers la gauche, entourée de la légende COMMVNITATVM EVROPAEARVM PRAESES · BELGIVM · (Présidence de la Communauté européenne · Belgique ·) | Revers : La valeur nominale 5 ecu, au-dessus du millésime 1993. Le tout est entouré des 12 étoiles du drapeau européen. Tout autour, dans un anneau, le nom du pays émetteur dans les trois langues nationales Belgique België Belgien. | Revers : La valeur nominale 5 ecu, au-dessus du millésime 1993. Le tout est entouré des 12 étoiles du drapeau européen. Tout autour, dans un anneau, le nom du pays émetteur dans les trois langues nationales Belgique België Belgien. |                                                                        |
| Masse 22,85 g | Alliage Ag 92,5 % | Diamètre 37 mm | Épaisseur |                                                                        |
| Artiste(s) Paul Huybrechts (avers) Fernand Brose | Artiste(s) Paul Huybrechts (avers) Fernand Brose | Tranche lisse | Tranche lisse |                                                                        |
| Millésimes 1993 | Millésimes 1993 | Frappe totale 25 000 pièces | Frappe totale 25 000 pièces |                                                                        |
| | | | |                                                                        |
| Remarques – La pièce a été émise après la mort du Roi Baudouin. Celui-ci avait signé l'arrêté royal peu avant sa mort. Elle commémore la Présidence belge du Conseil de l'Union européenne au 2e semestre 1993. | | | |                                                                        |
| 5 ECU - Présidence belge du Conseil de l'Union européenne, | | | |                                                                        |

| \| 10 ECU - Charles Quint[9],[4] \| | \| 10 ECU - Charles Quint[9],[4] \| | \| 10 ECU - Charles Quint[9],[4] \| | \| 10 ECU - Charles Quint[9],[4] \| | \| 10 ECU - Charles Quint[9],[4] \| |
| --- | --- | --- | --- | ----------------------------------- |
| | | | |                                     |
| Avers : Le buste de Charles Quint couronné, tourné vers la droite et entouré de la légende CAROLVS·DG·ROM·IMP.HISP.REX·DVX·BVRG:C·F (abréviation de Carolus Dei Gratia Romanorum Imperator Hispaniarum Rex Dux Burgundiae Comes Flandriae signifiant Charles, par la grâce de Dieu, empereur des Romains, roi d'Espagne, duc de Bourgogne, comte de Flandre). | Avers : Le buste de Charles Quint couronné, tourné vers la droite et entouré de la légende CAROLVS·DG·ROM·IMP.HISP.REX·DVX·BVRG:C·F (abréviation de Carolus Dei Gratia Romanorum Imperator Hispaniarum Rex Dux Burgundiae Comes Flandriae signifiant Charles, par la grâce de Dieu, empereur des Romains, roi d'Espagne, duc de Bourgogne, comte de Flandre). | Revers : La valeur nominale 10 ecu, au-dessus du millésime. Le tout est entouré des 12 étoiles du drapeau européen. Tout autour, dans un anneau, le nom du pays émetteur dans les trois langues nationales België Belgique Belgien. | Revers : La valeur nominale 10 ecu, au-dessus du millésime. Le tout est entouré des 12 étoiles du drapeau européen. Tout autour, dans un anneau, le nom du pays émetteur dans les trois langues nationales België Belgique Belgien. |                                     |
| Masse 3,11 g | Alliage Au 99,9 % | Diamètre 16 mm | Épaisseur |                                     |
| Artiste(s) | Artiste(s) | Tranche lisse | Tranche lisse |                                     |
| Millésimes 1989-1990 | Millésimes 1989-1990 | Frappe totale 7000 pièces | Frappe totale 7000 pièces |                                     |
| 10 ECU - Charles Quint, | | | |                                     |

| \| 10 ECU - 60e anniversaire du Roi Baudouin[10],[4] \| | \| 10 ECU - 60e anniversaire du Roi Baudouin[10],[4] \| | \| 10 ECU - 60e anniversaire du Roi Baudouin[10],[4] \| | \| 10 ECU - 60e anniversaire du Roi Baudouin[10],[4] \| | \| 10 ECU - 60e anniversaire du Roi Baudouin[10],[4] \| |
| --- | --- | --- | --- | ------------------------------------------------------- |
| | | | |                                                         |
| Avers : L'effigie du Roi Baudouin, tournée vers la gauche. Dans l'anneau, en haut, une couronne et, en bas, les années 1930-1990. L'anneau porte une gravure abstraite décorative. | Avers : L'effigie du Roi Baudouin, tournée vers la gauche. Dans l'anneau, en haut, une couronne et, en bas, les années 1930-1990. L'anneau porte une gravure abstraite décorative. | Revers : La valeur nominale 10 ecu, au-dessus du millésime 1990. Le tout est entouré des 12 étoiles du drapeau européen. Tout autour, dans un anneau, le nom du pays émetteur dans les trois langues nationales België Belgique Belgien. | Revers : La valeur nominale 10 ecu, au-dessus du millésime 1990. Le tout est entouré des 12 étoiles du drapeau européen. Tout autour, dans un anneau, le nom du pays émetteur dans les trois langues nationales België Belgique Belgien. |                                                         |
| Masse 5,3 g | Alliage Au 90 % (cœur), Ag 83,3 % (anneau) | Diamètre 22 mm | Épaisseur |                                                         |
| Artiste(s) | Artiste(s) | Tranche lisse | Tranche lisse |                                                         |
| Millésimes 1990 | Millésimes 1990 | Frappe totale 42 000 | Frappe totale 42 000 |                                                         |
| | | | |                                                         |
| Remarques – La pièce célèbre le 60e anniversaire du Roi Baudouin, né le 7 septembre 1930 au Château du Stuyvenberg, à Laeken (Bruxelles)                                           | | | |                                                         |
| 10 ECU - 60e anniversaire du Roi Baudouin, | | | |                                                         |

| \| 10 ECU - 40e anniversaire de règne du Roi Baudouin[10],[4] \| | \| 10 ECU - 40e anniversaire de règne du Roi Baudouin[10],[4] \| | \| 10 ECU - 40e anniversaire de règne du Roi Baudouin[10],[4] \| | \| 10 ECU - 40e anniversaire de règne du Roi Baudouin[10],[4] \| | \| 10 ECU - 40e anniversaire de règne du Roi Baudouin[10],[4] \| |
| --- | --- | --- | --- | ---------------------------------------------------------------- |
| | | | |                                                                  |
| Avers : L'effigie du Roi Baudouin, tournée vers la gauche. Dans l'anneau, en haut, une couronne et, en bas, les années 1951-1991. L'anneau porte une gravure abstraite décorative. | Avers : L'effigie du Roi Baudouin, tournée vers la gauche. Dans l'anneau, en haut, une couronne et, en bas, les années 1951-1991. L'anneau porte une gravure abstraite décorative. | Revers : La valeur nominale 10 ecu, au-dessus du millésime 1991. Le tout est entouré des 12 étoiles du drapeau européen. Tout autour, dans un anneau, le nom du pays émetteur dans les trois langues nationales België Belgique Belgien. | Revers : La valeur nominale 10 ecu, au-dessus du millésime 1991. Le tout est entouré des 12 étoiles du drapeau européen. Tout autour, dans un anneau, le nom du pays émetteur dans les trois langues nationales België Belgique Belgien. |                                                                  |
| Masse 5,3 g | Alliage Au 90 % (cœur), Ag 83,3 % (anneau) | Diamètre 22 mm | Épaisseur |                                                                  |
| Artiste(s) | Artiste(s) | Tranche lisse | Tranche lisse |                                                                  |
| Millésimes 1991 | Millésimes 1991 | Frappe totale 35 000 | Frappe totale 35 000 |                                                                  |
| | | | |                                                                  |
| Remarques – La pièce célèbre le 40e anniversaire de règne du Roi Baudouin, qui a succédé à son père, le Roi Léopold III, à la suite de son abdication, le 17 juillet 1951.         | | | |                                                                  |
| 10 ECU - 40e anniversaire de règne du Roi Baudouin, | | | |                                                                  |

| \| 20 ECU - 60e anniversaire du Roi Baudouin[10],[4] \| | \| 20 ECU - 60e anniversaire du Roi Baudouin[10],[4] \| | \| 20 ECU - 60e anniversaire du Roi Baudouin[10],[4] \| | \| 20 ECU - 60e anniversaire du Roi Baudouin[10],[4] \| | \| 20 ECU - 60e anniversaire du Roi Baudouin[10],[4] \| |
| --- | --- | --- | --- | ------------------------------------------------------- |
| | | | |                                                         |
| Avers : L'effigie du Roi Baudouin, tournée vers la gauche. Dans l'anneau, en haut, une couronne et, en bas, les années 1930-1990. L'anneau porte une gravure abstraite décorative. | Avers : L'effigie du Roi Baudouin, tournée vers la gauche. Dans l'anneau, en haut, une couronne et, en bas, les années 1930-1990. L'anneau porte une gravure abstraite décorative. | Revers : La valeur nominale 20 ecu, au-dessus du millésime 1990. Le tout est entouré des 12 étoiles du drapeau européen. Tout autour, dans un anneau, le nom du pays émetteur dans les trois langues nationales België Belgique Belgien. | Revers : La valeur nominale 20 ecu, au-dessus du millésime 1990. Le tout est entouré des 12 étoiles du drapeau européen. Tout autour, dans un anneau, le nom du pays émetteur dans les trois langues nationales België Belgique Belgien. |                                                         |
| Masse 10,5 g | Alliage Au 90 % (cœur), Ag 83,3 % (anneau) | Diamètre 29 mm | Épaisseur |                                                         |
| Artiste(s) | Artiste(s) | Tranche lisse | Tranche lisse |                                                         |
| Millésimes 1990 | Millésimes 1990 | Frappe totale 13 000 | Frappe totale 13 000 |                                                         |
| | | | |                                                         |
| Remarques – La pièce célèbre le 60e anniversaire du Roi Baudouin, né le 7 septembre 1930 au Château du Stuyvenberg, à Laeken (Bruxelles)                                           | | | |                                                         |
| 20 ECU - 60e anniversaire du Roi Baudouin, | | | |                                                         |

| \| 20 ECU - 40e anniversaire de règne du Roi Baudouin[10],[4] \| | \| 20 ECU - 40e anniversaire de règne du Roi Baudouin[10],[4] \| | \| 20 ECU - 40e anniversaire de règne du Roi Baudouin[10],[4] \| | \| 20 ECU - 40e anniversaire de règne du Roi Baudouin[10],[4] \| | \| 20 ECU - 40e anniversaire de règne du Roi Baudouin[10],[4] \| |
| --- | --- | --- | --- | ---------------------------------------------------------------- |
| | | | |                                                                  |
| Avers : L'effigie du Roi Baudouin, tournée vers la gauche. Dans l'anneau, en haut, une couronne et, en bas, les années 1951-1991. L'anneau porte une gravure abstraite décorative. | Avers : L'effigie du Roi Baudouin, tournée vers la gauche. Dans l'anneau, en haut, une couronne et, en bas, les années 1951-1991. L'anneau porte une gravure abstraite décorative. | Revers : La valeur nominale 20 ecu, au-dessus du millésime 1991. Le tout est entouré des 12 étoiles du drapeau européen. Tout autour, dans un anneau, le nom du pays émetteur dans les trois langues nationales België Belgique Belgien. | Revers : La valeur nominale 20 ecu, au-dessus du millésime 1991. Le tout est entouré des 12 étoiles du drapeau européen. Tout autour, dans un anneau, le nom du pays émetteur dans les trois langues nationales België Belgique Belgien. |                                                                  |
| Masse 10,5 g | Alliage Au 90 % (cœur), Ag 83,3 % (anneau) | Diamètre 29 mm | Épaisseur |                                                                  |
| Artiste(s) | Artiste(s) | Tranche lisse | Tranche lisse |                                                                  |
| Millésimes 1991 | Millésimes 1991 | Frappe totale 13 000 | Frappe totale 13 000 |                                                                  |
| | | | |                                                                  |
| Remarques – La pièce célèbre le 40e anniversaire de règne du Roi Baudouin, qui a succédé à son père, le Roi Léopold III, à la suite de son abdication, le 17 juillet 1951.         | | | |                                                                  |
| 20 ECU - 40e anniversaire de règne du Roi Baudouin, | | | |                                                                  |

| \| 25 ECU - Dioclétien[9],[4] \| | \| 25 ECU - Dioclétien[9],[4] \| | \| 25 ECU - Dioclétien[9],[4] \| | \| 25 ECU - Dioclétien[9],[4] \| | \| 25 ECU - Dioclétien[9],[4] \| |
| --- | --- | --- | --- | -------------------------------- |
| | | | |                                  |
| Avers : L'effigie de Dioclétien, tourné vers la droite et entouré de la légende IMP C DIOCLETHIANIUS P.F AUG (abréviation de Imperator Caesar Diocletianus Pius Felix Augustus signifiant Empereur césar Dioclétien pieux heureux auguste). | Avers : L'effigie de Dioclétien, tourné vers la droite et entouré de la légende IMP C DIOCLETHIANIUS P.F AUG (abréviation de Imperator Caesar Diocletianus Pius Felix Augustus signifiant Empereur césar Dioclétien pieux heureux auguste). | Revers : La valeur nominale 25 ecu, au-dessus du millésime. Le tout est entouré des 12 étoiles du drapeau européen. Tout autour, dans un anneau, le nom du pays émetteur dans les trois langues nationales België Belgique Belgien. | Revers : La valeur nominale 25 ecu, au-dessus du millésime. Le tout est entouré des 12 étoiles du drapeau européen. Tout autour, dans un anneau, le nom du pays émetteur dans les trois langues nationales België Belgique Belgien. |                                  |
| Masse 7,775 g | Alliage Au 99,9 % | Diamètre 21 mm | Épaisseur |                                  |
| Artiste(s) | Artiste(s) | Tranche lisse | Tranche lisse |                                  |
| Millésimes 1989-1990 | Millésimes 1989-1990 | Frappe totale 37 000 pièces | Frappe totale 37 000 pièces |                                  |
| 25 ECU - Dioclétien, | | | |                                  |

| \| 50 ECU - 30 ans du Traité de Rome[1],[4] \| | \| 50 ECU - 30 ans du Traité de Rome[1],[4] \| | \| 50 ECU - 30 ans du Traité de Rome[1],[4] \| | \| 50 ECU - 30 ans du Traité de Rome[1],[4] \| | \| 50 ECU - 30 ans du Traité de Rome[1],[4] \| |
| --- | --- | --- | --- | ---------------------------------------------- |
| | | | |                                                |
| Avers : Le buste de Charles Quint couronné, tourné vers la droite et entouré de la légende CAROLVS·DG·ROM·IMP.HISP.REX·DVX·BVRG:C·F (abréviation de Carolus Dei Gratia Romanorum Imperator Hispaniarum Rex Dux Burgundiae Comes Flandriae signifiant Charles, par la grâce de Dieu, empereur des Romains, roi d'Espagne, duc de Bourgogne, comte de Flandre). | Avers : Le buste de Charles Quint couronné, tourné vers la droite et entouré de la légende CAROLVS·DG·ROM·IMP.HISP.REX·DVX·BVRG:C·F (abréviation de Carolus Dei Gratia Romanorum Imperator Hispaniarum Rex Dux Burgundiae Comes Flandriae signifiant Charles, par la grâce de Dieu, empereur des Romains, roi d'Espagne, duc de Bourgogne, comte de Flandre). | Revers : La valeur nominale 50 ecu, au-dessus du millésime. Le tout est entouré des 12 étoiles du drapeau européen. Tout autour, dans un anneau, le nom du pays émetteur dans les trois langues nationales België Belgique Belgien. | Revers : La valeur nominale 50 ecu, au-dessus du millésime. Le tout est entouré des 12 étoiles du drapeau européen. Tout autour, dans un anneau, le nom du pays émetteur dans les trois langues nationales België Belgique Belgien. |                                                |
| Masse 17,28 g | Alliage Au 99,9 % | Diamètre | Épaisseur |                                                |
| Artiste(s) | Artiste(s) | Tranche | Tranche |                                                |
| Millésimes 1987-1988 | Millésimes 1987-1988 | Frappe totale 1,532 million de pièces | Frappe totale 1,532 million de pièces |                                                |
| 50 ECU - 30 ans du Traité de Rome, | | | |                                                |

| \| 50 ECU - Charlemagne[9],[4] \| | \| 50 ECU - Charlemagne[9],[4] \| | \| 50 ECU - Charlemagne[9],[4] \| | \| 50 ECU - Charlemagne[9],[4] \| | \| 50 ECU - Charlemagne[9],[4] \| |
| --- | --- | --- | --- | --------------------------------- |
| | | | |                                   |
| Avers : Représentation de face de Charlemagne couronné, assis sur son trône et tenant un sceptre et un globe et entouré de la légende KAROLVS MAGNVS ROMANORV IMPR AVGVSTVS (abréviation de Karolus Magnus Romanorum Imperator Augustus signifiant Charles le Grand, empereur auguste des Romains). | Avers : Représentation de face de Charlemagne couronné, assis sur son trône et tenant un sceptre et un globe et entouré de la légende KAROLVS MAGNVS ROMANORV IMPR AVGVSTVS (abréviation de Karolus Magnus Romanorum Imperator Augustus signifiant Charles le Grand, empereur auguste des Romains). | Revers : La valeur nominale 50 ecu, au-dessus du millésime. Le tout est entouré des 12 étoiles du drapeau européen. Tout autour, dans un anneau, le nom du pays émetteur dans les trois langues nationales België Belgique Belgien. | Revers : La valeur nominale 50 ecu, au-dessus du millésime. Le tout est entouré des 12 étoiles du drapeau européen. Tout autour, dans un anneau, le nom du pays émetteur dans les trois langues nationales België Belgique Belgien. |                                   |
| Masse 15,55 g | Alliage Au 99,9 % | Diamètre 29 mm | Épaisseur |                                   |
| Artiste(s) | Artiste(s) | Tranche lisse | Tranche lisse |                                   |
| Millésimes 1989-1990 | Millésimes 1989-1990 | Frappe totale 67 000 pièces | Frappe totale 67 000 pièces |                                   |
| 50 ECU - Charlemagne, | | | |                                   |

| \| 50 ECU - Charlemagne[5],[1] \| | \| 50 ECU - Charlemagne[5],[1] \| | \| 50 ECU - Charlemagne[5],[1] \| | \| 50 ECU - Charlemagne[5],[1] \| | \| 50 ECU - Charlemagne[5],[1] \| |
| --- | --- | --- | --- | --------------------------------- |
| | | | |                                   |
| Avers : L'effigie de Charlemagne, tournée vers la droite et entouré des légendes KAROLVS IMPAVG (abréviation de Karolus Imperator Augustus signifiant Charles empereur auguste), en haut, et VOT CL SRNB (abréviation de Vota CL Société royale de Numismatique de Belgique, signifiant vouée aux 150 ans de la Société royale de Numismatique de Belgique), en bas. | Avers : L'effigie de Charlemagne, tournée vers la droite et entouré des légendes KAROLVS IMPAVG (abréviation de Karolus Imperator Augustus signifiant Charles empereur auguste), en haut, et VOT CL SRNB (abréviation de Vota CL Société royale de Numismatique de Belgique, signifiant vouée aux 150 ans de la Société royale de Numismatique de Belgique), en bas. | Revers : La valeur nominale 50 ecu, au-dessus du millésime 1991. Le tout est entouré des 12 étoiles du drapeau européen. Tout autour, dans un anneau, le nom du pays émetteur dans les trois langues nationales België Belgique Belgien. | Revers : La valeur nominale 50 ecu, au-dessus du millésime 1991. Le tout est entouré des 12 étoiles du drapeau européen. Tout autour, dans un anneau, le nom du pays émetteur dans les trois langues nationales België Belgique Belgien. |                                   |
| Masse 15,55 g | Alliage Au 99,9 % | Diamètre 29 mm | Épaisseur |                                   |
| Artiste(s) | Artiste(s) | Tranche lisse | Tranche lisse |                                   |
| Millésimes 1991 | Millésimes 1991 | Frappe totale 4000 pièces | Frappe totale 4000 pièces |                                   |
| | | | |                                   |
| Remarques – La pièce commémore le 11e Congrès international numismatique, organisé à Bruxelles du 8 au 13 septembre 1991, à l'occasion du 150e anniversaire de la Société royale de numismatique de Belgique, sous le haut patronage du Roi Baudouin. | | | |                                   |
| 50 ECU - Charlemagne, | | | |                                   |

| \| 50 ECU - Présidence belge du Conseil de l'Union européenne[7],[8] \| | \| 50 ECU - Présidence belge du Conseil de l'Union européenne[7],[8] \| | \| 50 ECU - Présidence belge du Conseil de l'Union européenne[7],[8] \| | \| 50 ECU - Présidence belge du Conseil de l'Union européenne[7],[8] \| | \| 50 ECU - Présidence belge du Conseil de l'Union européenne[7],[8] \| |
| --- | --- | --- | --- | ----------------------------------------------------------------------- |
| | | | |                                                                         |
| Avers : L'effigie du Roi Baudouin, tournée vers la gauche, entourée de la légende COMMVNITATVM EVROPAEARVM PRAESES · BELGIVM · (Présidence de la Communauté européenne · Belgique ·)                            | Avers : L'effigie du Roi Baudouin, tournée vers la gauche, entourée de la légende COMMVNITATVM EVROPAEARVM PRAESES · BELGIVM · (Présidence de la Communauté européenne · Belgique ·) | Revers : La valeur nominale 50 ecu, au-dessus du millésime 1993. Le tout est entouré des 12 étoiles du drapeau européen. Tout autour, dans un anneau, le nom du pays émetteur dans les trois langues nationales België Belgique Belgien. | Revers : La valeur nominale 50 ecu, au-dessus du millésime 1993. Le tout est entouré des 12 étoiles du drapeau européen. Tout autour, dans un anneau, le nom du pays émetteur dans les trois langues nationales België Belgique Belgien. |                                                                         |
| Masse 25,55 g | Alliage Au 99,9 % | Diamètre 29 mm | Épaisseur |                                                                         |
| Artiste(s) Paul Huybrechts (avers) Fernand Brose | Artiste(s) Paul Huybrechts (avers) Fernand Brose | Tranche lisse | Tranche lisse |                                                                         |
| Millésimes 1993 | Millésimes 1993 | Frappe totale 10 000 pièces | Frappe totale 10 000 pièces |                                                                         |
| | | | |                                                                         |
| Remarques – La pièce a été émise après la mort du Roi Baudouin. Celui-ci avait signé l'arrêté royal peu avant sa mort. Elle commémore la Présidence belge du Conseil de l'Union européenne au 2e semestre 1993. | | | |                                                                         |
| 50 ECU - Présidence belge du Conseil de l'Union européenne, | | | |                                                                         |

| \| 100 ECU - Marie-Thérèse[9],[4] \| | \| 100 ECU - Marie-Thérèse[9],[4] \| | \| 100 ECU - Marie-Thérèse[9],[4] \| | \| 100 ECU - Marie-Thérèse[9],[4] \| | \| 100 ECU - Marie-Thérèse[9],[4] \| |
| --- | --- | --- | --- | ------------------------------------ |
| | | | |                                      |
| Avers : Buste de Marie-Thérèse d'Autriche tourné vers la droite, entouré de la légende MAR TH D G R JMP G·HUN·BOH·R· (abréviation de Maria Theresia Dei Gratia Romanorum Imperatrix Germaniae Hungariae Bohemiae Regina signifiant Marie-Thérèse, par la grâce de Dieu, impératrice des Romains, reine de Germanie, de Hongrie et de Bohême). | Avers : Buste de Marie-Thérèse d'Autriche tourné vers la droite, entouré de la légende MAR TH D G R JMP G·HUN·BOH·R· (abréviation de Maria Theresia Dei Gratia Romanorum Imperatrix Germaniae Hungariae Bohemiae Regina signifiant Marie-Thérèse, par la grâce de Dieu, impératrice des Romains, reine de Germanie, de Hongrie et de Bohême). | Revers : La valeur nominale 100 ecu, au-dessus du millésime. Le tout est entouré des 12 étoiles du drapeau européen. Tout autour, dans un anneau, le nom du pays émetteur dans les trois langues nationales België Belgique Belgien. | Revers : La valeur nominale 100 ecu, au-dessus du millésime. Le tout est entouré des 12 étoiles du drapeau européen. Tout autour, dans un anneau, le nom du pays émetteur dans les trois langues nationales België Belgique Belgien. |                                      |
| Masse 31,1 g | Alliage Au 99,9 % | Diamètre 37 mm | Épaisseur |                                      |
| Artiste(s) | Artiste(s) | Tranche lisse | Tranche lisse |                                      |
| Millésimes 1987-1988 | Millésimes 1987-1988 | Frappe totale 57 000 pièces | Frappe totale 57 000 pièces |                                      |
| 100 ECU - Marie-Thérèse, | | | |                                      |

## Pièces émises sous le règne du roi Albert II (1995-1998)
| \| 5 ECU - 50e anniversaire de l'Organisation des Nations unies[12],[13] \| | \| 5 ECU - 50e anniversaire de l'Organisation des Nations unies[12],[13] \| | \| 5 ECU - 50e anniversaire de l'Organisation des Nations unies[12],[13] \| | \| 5 ECU - 50e anniversaire de l'Organisation des Nations unies[12],[13] \| | \| 5 ECU - 50e anniversaire de l'Organisation des Nations unies[12],[13] \| |
| --- | --- | --- | --- | --------------------------------------------------------------------------- |
| | | | |                                                                             |
| Avers : Le logo officiel du 50e anniversaire de l'Organisation des Nations unies, composé du nombre 50 et du logo de l'organisation. À la droite du logo, une portion de disque reprenant les 12 étoiles du drapeau européen reliées chacune par une ligne au centre de la pièce. Au-dessus du logo de l'ONU, les années 1945 et 2015. | Avers : Le logo officiel du 50e anniversaire de l'Organisation des Nations unies, composé du nombre 50 et du logo de l'organisation. À la droite du logo, une portion de disque reprenant les 12 étoiles du drapeau européen reliées chacune par une ligne au centre de la pièce. Au-dessus du logo de l'ONU, les années 1945 et 2015. | Revers : L'effigie du roi Albert II, de trois-quarts face. À gauche, une portion de disque reprenant la valeur nominale 5 ecu et le millésime 1995. En bas, la mention du pays émetteur dans les trois langues nationales Belgique - België - Belgien. | Revers : L'effigie du roi Albert II, de trois-quarts face. À gauche, une portion de disque reprenant la valeur nominale 5 ecu et le millésime 1995. En bas, la mention du pays émetteur dans les trois langues nationales Belgique - België - Belgien. |                                                                             |
| Masse 22,85 g | Alliage Ag 92,5 % | Diamètre 37 mm | Épaisseur |                                                                             |
| Artiste(s) Jan Alfons Keustermans (gravure - revers) Roland Vandenbroucke (dessin - revers) | Artiste(s) Jan Alfons Keustermans (gravure - revers) Roland Vandenbroucke (dessin - revers) | Tranche | Tranche |                                                                             |
| Millésimes 1995 | Millésimes 1995 | Frappe totale 125 000 pièces | Frappe totale 125 000 pièces |                                                                             |
| | | | |                                                                             |
| Remarques – La pièce fait partie d'un programme international coordonné par la Royal Mint britannique et commémorant le 50e anniversaire de l'Organisation des Nations unies, fondée le 26 juin 1945, à San Francisco, États-Unis. | | | |                                                                             |
| 5 ECU - 50e anniversaire de l'Organisation des Nations unies, | | | |                                                                             |

| \| 5 ECU - 50e anniversaire du Fonds des Nations unies pour l'enfance (Unicef)[14],[15] \| | \| 5 ECU - 50e anniversaire du Fonds des Nations unies pour l'enfance (Unicef)[14],[15] \| | \| 5 ECU - 50e anniversaire du Fonds des Nations unies pour l'enfance (Unicef)[14],[15] \| | \| 5 ECU - 50e anniversaire du Fonds des Nations unies pour l'enfance (Unicef)[14],[15] \| | \| 5 ECU - 50e anniversaire du Fonds des Nations unies pour l'enfance (Unicef)[14],[15] \| |
| --- | --- | --- | --- | ------------------------------------------------------------------------------------------ |
| | | | |                                                                                            |
| Avers : Le logo officiel du 50e anniversaire de l'Unicef, composé du nombre 50 et du logo de l'organisation. Au-dessus du logo, le mot unicef et les années 1946 et 1996. Le long du bord, les 12 étoiles du drapeau européen et la légende FOR THE CHILDREN OF THE WORLD (Pour les enfants du monde). | Avers : Le logo officiel du 50e anniversaire de l'Unicef, composé du nombre 50 et du logo de l'organisation. Au-dessus du logo, le mot unicef et les années 1946 et 1996. Le long du bord, les 12 étoiles du drapeau européen et la légende FOR THE CHILDREN OF THE WORLD (Pour les enfants du monde). | Revers : Les effigies conjointes du Roi Albert II et de la Reine Paola, tournées vers la gauche. À droite, la valeur nominale 5 ecu et le millésime 1996, séparés du reste de la pièce par une ligne verticale, le long de laquelle est indiquée la mention du pays émetteur dans les trois langues nationales Belgique België Belgien. | Revers : Les effigies conjointes du Roi Albert II et de la Reine Paola, tournées vers la gauche. À droite, la valeur nominale 5 ecu et le millésime 1996, séparés du reste de la pièce par une ligne verticale, le long de laquelle est indiquée la mention du pays émetteur dans les trois langues nationales Belgique België Belgien. |                                                                                            |
| Masse 22,85 g | Alliage Ag 92,5 % | Diamètre 37 mm | Épaisseur |                                                                                            |
| Artiste(s) Alasia Borghese (revers) | Artiste(s) Alasia Borghese (revers) | Tranche | Tranche |                                                                                            |
| Millésimes 1996 | Millésimes 1996 | Frappe totale 40 000 pièces | Frappe totale 40 000 pièces |                                                                                            |
| | | | |                                                                                            |
| Remarques – La pièce célèbre le 50e anniversaire du Fonds des Nations unies pour l'enfance, plus connue sous l'acronyme de son nom d'origine en anglais Unicef (United Nations International Children's Emergency Fund), fondée le 11 décembre 1946 et dont le siège est à New York, aux États-Unis.   | | | |                                                                                            |
| 5 ECU - 50e anniversaire du Fonds des Nations unies pour l'enfance (Unicef), | | | |                                                                                            |

| \| 5 ECU - 40e anniversaire du Traité de Rome[16],[17] \| | \| 5 ECU - 40e anniversaire du Traité de Rome[16],[17] \| | \| 5 ECU - 40e anniversaire du Traité de Rome[16],[17] \| | \| 5 ECU - 40e anniversaire du Traité de Rome[16],[17] \| | \| 5 ECU - 40e anniversaire du Traité de Rome[16],[17] \| |
| --- | --- | --- | --- | --------------------------------------------------------- |
| | | | |                                                           |
| Avers : La carte de l'Union européenne (Europe des 15) devant un globe terrestre imbriqué dans un E courbé à l'envers. Tout le long du bord gauche, les 12 étoiles du drapeau européen. Sur le bord droit, la légende FOEDVS ROMAE ANNO MCMLVII PACTUM (Traité de Rome signé en l'an 1957). | Avers : La carte de l'Union européenne (Europe des 15) devant un globe terrestre imbriqué dans un E courbé à l'envers. Tout le long du bord gauche, les 12 étoiles du drapeau européen. Sur le bord droit, la légende FOEDVS ROMAE ANNO MCMLVII PACTUM (Traité de Rome signé en l'an 1957). | Revers : Les effigies conjointes du Roi Albert II et du Roi Baudouin, tournées vers la gauche. À droite, une couronne au-dessus de la valeur nominale 5 ecu. Sous les effigies, le mot EURO. En bas, le millésime 1997. En haut, la mention du pays émetteur dans les trois langues nationales BELGIQUE - BELGIE - BELGIEN. | Revers : Les effigies conjointes du Roi Albert II et du Roi Baudouin, tournées vers la gauche. À droite, une couronne au-dessus de la valeur nominale 5 ecu. Sous les effigies, le mot EURO. En bas, le millésime 1997. En haut, la mention du pays émetteur dans les trois langues nationales BELGIQUE - BELGIE - BELGIEN. |                                                           |
| Masse 22,85 g | Alliage Ag 92,5 % | Diamètre 37 mm | Épaisseur |                                                           |
| Artiste(s) Jan Alfons Keustermans (revers) | Artiste(s) Jan Alfons Keustermans (revers) | Tranche | Tranche |                                                           |
| Millésimes 1997 | Millésimes 1997 | Frappe totale 30 000 pièces | Frappe totale 30 000 pièces |                                                           |
| | | | |                                                           |
| Remarques – La pièce célèbre le 40e anniversaire du Traité de Rome, traité fondateur de la Communauté économique européenne, ancêtre de l'Union européenne, signé à Rome le 25 mars 1957 par l'Allemagne, la Belgique, la France, l'Italie, le Luxembourg et les Pays-Bas.                  | | | |                                                           |
| 5 ECU - 40e anniversaire du Traité de Rome, | | | |                                                           |

| \| 5 ECU - 50e anniversaire de la Déclaration universelle des droits de l'homme[18],[19] \| | \| 5 ECU - 50e anniversaire de la Déclaration universelle des droits de l'homme[18],[19] \| | \| 5 ECU - 50e anniversaire de la Déclaration universelle des droits de l'homme[18],[19] \| | \| 5 ECU - 50e anniversaire de la Déclaration universelle des droits de l'homme[18],[19] \| | \| 5 ECU - 50e anniversaire de la Déclaration universelle des droits de l'homme[18],[19] \| |
| --- | --- | --- | --- | ------------------------------------------------------------------------------------------- |
| | | | |                                                                                             |
| Avers : Cinq visages stylisées représentant différentes origines, sous le logo 50e anniversaire de la Déclaration universelle des droits de l'homme, comportant le nombre 50 accompagné du logo du Haut-Commissariat des Nations unies aux droits de l'homme. À droite, la légende tous les droits de l'homme : nos droits à tous dans les six langues officielles de l'ONU (chinois, arabe, français, espagnol, russe et anglais) | Avers : Cinq visages stylisées représentant différentes origines, sous le logo 50e anniversaire de la Déclaration universelle des droits de l'homme, comportant le nombre 50 accompagné du logo du Haut-Commissariat des Nations unies aux droits de l'homme. À droite, la légende tous les droits de l'homme : nos droits à tous dans les six langues officielles de l'ONU (chinois, arabe, français, espagnol, russe et anglais) | Revers : Le buste du Roi Albert II de face. En bas, le monogramme royal d'Albert II à côté du millésime 1998 en vertial. En haut, le mot EURO. À gauche, la valeur nominale 5 ecu et la mention du pays émetteur dans les trois langues nationales BELGIQUE-BELGIE-BELGIEN. | Revers : Le buste du Roi Albert II de face. En bas, le monogramme royal d'Albert II à côté du millésime 1998 en vertial. En haut, le mot EURO. À gauche, la valeur nominale 5 ecu et la mention du pays émetteur dans les trois langues nationales BELGIQUE-BELGIE-BELGIEN. |                                                                                             |
| Masse 22,85 g | Alliage Ag 92,5 % | Diamètre 37 mm | Épaisseur |                                                                                             |
| Artiste(s) Jan Alfons Keustermans (revers) | Artiste(s) Jan Alfons Keustermans (revers) | Tranche | Tranche |                                                                                             |
| Millésimes 1998 | Millésimes 1998 | Frappe totale 30 000 pièces | Frappe totale 30 000 pièces |                                                                                             |
| | | | |                                                                                             |
| Remarques – La pièce célèbre le 50e anniversaire de la Déclaration universelle des droits de l'homme adoptée par l’Assemblée générale des Nations unies le 10 décembre 1948 à Paris (France) et signée, à l'origine, par 48 États. Avec la pièce de 50 ECU sur le même thème, elle est la dernière pièce émise en ECU par la Belgique.                                                                                             | | | |                                                                                             |
| 5 ECU - 50e anniversaire de la Déclaration universelle des droits de l'homme, | | | |                                                                                             |

| \| 50 ECU - 50e anniversaire de l'Organisation des Nations unies[12],[13] \| | \| 50 ECU - 50e anniversaire de l'Organisation des Nations unies[12],[13] \| | \| 50 ECU - 50e anniversaire de l'Organisation des Nations unies[12],[13] \| | \| 50 ECU - 50e anniversaire de l'Organisation des Nations unies[12],[13] \| | \| 50 ECU - 50e anniversaire de l'Organisation des Nations unies[12],[13] \| |
| --- | --- | --- | --- | ---------------------------------------------------------------------------- |
| | | | |                                                                              |
| Avers : Le logo officiel du 50e anniversaire de l'Organisation des Nations unies, composé du nombre 50 et du logo de l'organisation. À la droite du logo, une portion de disque reprenant les 12 étoiles du drapeau européen reliées chacune par une ligne au centre de la pièce. Au-dessus du logo de l'ONU, les années 1945 et 2015. | Avers : Le logo officiel du 50e anniversaire de l'Organisation des Nations unies, composé du nombre 50 et du logo de l'organisation. À la droite du logo, une portion de disque reprenant les 12 étoiles du drapeau européen reliées chacune par une ligne au centre de la pièce. Au-dessus du logo de l'ONU, les années 1945 et 2015. | Revers : L'effigie du roi Albert II, de trois-quarts face. À gauche, une portion de disque reprenant la valeur nominale 50 ecu et le millésime 1995. En bas, la mention du pays émetteur dans les trois langues nationales Belgique - België - Belgien. | Revers : L'effigie du roi Albert II, de trois-quarts face. À gauche, une portion de disque reprenant la valeur nominale 50 ecu et le millésime 1995. En bas, la mention du pays émetteur dans les trois langues nationales Belgique - België - Belgien. |                                                                              |
| Masse 15,55 g | Alliage Au 99,9 % | Diamètre 29 mm | Épaisseur |                                                                              |
| Artiste(s) Jan Alfons Keustermans (gravure - revers) Roland Vandenbroucke (dessin - revers) | Artiste(s) Jan Alfons Keustermans (gravure - revers) Roland Vandenbroucke (dessin - revers) | Tranche | Tranche |                                                                              |
| Millésimes 1995 | Millésimes 1995 | Frappe totale 25 000 pièces | Frappe totale 25 000 pièces |                                                                              |
| | | | |                                                                              |
| Remarques – La pièce fait partie d'un programme international coordonné par la Royal Mint britannique et célébrant le 50e anniversaire de l'Organisation des Nations unies, fondée le 26 juin 1945, à San Francisco, États-Unis. | | | |                                                                              |
| 50 ECU - 50e anniversaire de l'Organisation des Nations unies, | | | |                                                                              |

| \| 50 ECU - 50e anniversaire du Fonds des Nations unies pour l'enfance (Unicef)[14],[15] \| | \| 50 ECU - 50e anniversaire du Fonds des Nations unies pour l'enfance (Unicef)[14],[15] \| | \| 50 ECU - 50e anniversaire du Fonds des Nations unies pour l'enfance (Unicef)[14],[15] \| | \| 50 ECU - 50e anniversaire du Fonds des Nations unies pour l'enfance (Unicef)[14],[15] \| | \| 50 ECU - 50e anniversaire du Fonds des Nations unies pour l'enfance (Unicef)[14],[15] \| |
| --- | --- | --- | --- | ------------------------------------------------------------------------------------------- |
| | | | |                                                                                             |
| Avers : Le logo officiel du 50e anniversaire de l'Unicef, composé du nombre 50 et du logo de l'organisation. Au-dessus du logo, le mot unicef et les années 1946 et 1996. Le long du bord, les 12 étoiles du drapeau européen et la légende FOR THE CHILDREN OF THE WORLD (Pour les enfants du monde). | Avers : Le logo officiel du 50e anniversaire de l'Unicef, composé du nombre 50 et du logo de l'organisation. Au-dessus du logo, le mot unicef et les années 1946 et 1996. Le long du bord, les 12 étoiles du drapeau européen et la légende FOR THE CHILDREN OF THE WORLD (Pour les enfants du monde). | Revers : Les effigies conjointes du Roi Albert II et de la Reine Paola, tournées vers la gauche. À droite, la valeur nominale 50 ecu et le millésime 1996, séparés du reste de la pièce par une ligne verticale, le long de laquelle est indiquée la mention du pays émetteur dans les trois langues nationales Belgique België Belgien. | Revers : Les effigies conjointes du Roi Albert II et de la Reine Paola, tournées vers la gauche. À droite, la valeur nominale 50 ecu et le millésime 1996, séparés du reste de la pièce par une ligne verticale, le long de laquelle est indiquée la mention du pays émetteur dans les trois langues nationales Belgique België Belgien. |                                                                                             |
| Masse 15,55 g | Alliage Au 99,9 % | Diamètre 29 mm | Épaisseur |                                                                                             |
| Artiste(s) Alasia Borghese (revers) | Artiste(s) Alasia Borghese (revers) | Tranche | Tranche |                                                                                             |
| Millésimes 1996 | Millésimes 1996 | Frappe totale 10 000 pièces | Frappe totale 10 000 pièces |                                                                                             |
| | | | |                                                                                             |
| Remarques – La pièce célèbre le 50e anniversaire du Fonds des Nations unies pour l'enfance, plus connue sous l'acronyme de son nom d'origine en anglais Unicef (United Nations International Children's Emergency Fund), fondée le 11 décembre 1946 et dont le siège est à New York, aux États-Unis.   | | | |                                                                                             |
| 50 ECU - 50e anniversaire du Fonds des Nations unies pour l'enfance (Unicef), | | | |                                                                                             |

| \| 50 ECU - 40e anniversaire du Traité de Rome[16],[17] \| | \| 50 ECU - 40e anniversaire du Traité de Rome[16],[17] \| | \| 50 ECU - 40e anniversaire du Traité de Rome[16],[17] \| | \| 50 ECU - 40e anniversaire du Traité de Rome[16],[17] \| | \| 50 ECU - 40e anniversaire du Traité de Rome[16],[17] \| |
| --- | --- | --- | --- | ---------------------------------------------------------- |
| | | | |                                                            |
| Avers : La carte de l'Union européenne (Europe des 15) devant un globe terrestre imbriqué dans un E courbé à l'envers. Tout le long du bord gauche, les 12 étoiles du drapeau européen. Sur le bord droit, la légende FOEDVS ROMAE ANNO MCMLVII PACTUM (Traité de Rome signé en l'an 1957). | Avers : La carte de l'Union européenne (Europe des 15) devant un globe terrestre imbriqué dans un E courbé à l'envers. Tout le long du bord gauche, les 12 étoiles du drapeau européen. Sur le bord droit, la légende FOEDVS ROMAE ANNO MCMLVII PACTUM (Traité de Rome signé en l'an 1957). | Revers : Les effigies conjointes du Roi Albert II et du Roi Baudouin, tournées vers la gauche. À droite, une couronne au-dessus de la valeur nominale 50 ecu. Sous les effigies, le mot EURO. En bas, le millésime 1997. En haut, la mention du pays émetteur dans les trois langues nationales BELGIQUE - BELGIE - BELGIEN. | Revers : Les effigies conjointes du Roi Albert II et du Roi Baudouin, tournées vers la gauche. À droite, une couronne au-dessus de la valeur nominale 50 ecu. Sous les effigies, le mot EURO. En bas, le millésime 1997. En haut, la mention du pays émetteur dans les trois langues nationales BELGIQUE - BELGIE - BELGIEN. |                                                            |
| Masse 15,55 g | Alliage Au 99,9 % | Diamètre 29 mm | Épaisseur |                                                            |
| Artiste(s) Jan Alfons Keustermans (revers) | Artiste(s) Jan Alfons Keustermans (revers) | Tranche | Tranche |                                                            |
| Millésimes 1997 | Millésimes 1997 | Frappe totale 2500 pièces | Frappe totale 2500 pièces |                                                            |
| | | | |                                                            |
| Remarques – La pièce célèbre le 40e anniversaire du Traité de Rome, traité fondateur de la Communauté économique européenne, ancêtre de l'Union européenne, signé à Rome le 25 mars 1957 par l'Allemagne, la Belgique, la France, l'Italie, le Luxembourg et les Pays-Bas.                  | | | |                                                            |
| 50 ECU - 40e anniversaire du Traité de Rome, | | | |                                                            |

| \| 50 ECU - 50e anniversaire de la Déclaration universelle des droits de l'homme[18],[19] \| | \| 50 ECU - 50e anniversaire de la Déclaration universelle des droits de l'homme[18],[19] \| | \| 50 ECU - 50e anniversaire de la Déclaration universelle des droits de l'homme[18],[19] \| | \| 50 ECU - 50e anniversaire de la Déclaration universelle des droits de l'homme[18],[19] \| | \| 50 ECU - 50e anniversaire de la Déclaration universelle des droits de l'homme[18],[19] \| |
| --- | --- | --- | --- | -------------------------------------------------------------------------------------------- |
| | | | |                                                                                              |
| Avers : Cinq visages stylisées représentant différentes origines, sous le logo du 50e anniversaire de la Déclaration universelle des droits de l'homme, comportant le nombre 50 accompagné du logo du Haut-Commissariat des Nations unies aux droits de l'homme. À droite, la légende tous les droits de l'homme : nos droits à tous dans les six langues officielles de l'ONU (chinois, arabe, français, espagnol, russe et anglais) | Avers : Cinq visages stylisées représentant différentes origines, sous le logo du 50e anniversaire de la Déclaration universelle des droits de l'homme, comportant le nombre 50 accompagné du logo du Haut-Commissariat des Nations unies aux droits de l'homme. À droite, la légende tous les droits de l'homme : nos droits à tous dans les six langues officielles de l'ONU (chinois, arabe, français, espagnol, russe et anglais) | Revers : Le buste du Roi Albert II de face. En bas, le monogramme royal d'Albert II à côté du millésime 1998 en vertial. En haut, le mot EURO. À gauche, la valeur nominale 50 ecu et la mention du pays émetteur dans les trois langues nationales BELGIQUE-BELGIE-BELGIEN. | Revers : Le buste du Roi Albert II de face. En bas, le monogramme royal d'Albert II à côté du millésime 1998 en vertial. En haut, le mot EURO. À gauche, la valeur nominale 50 ecu et la mention du pays émetteur dans les trois langues nationales BELGIQUE-BELGIE-BELGIEN. |                                                                                              |
| Masse 15,55 g | Alliage Au 99,9 % | Diamètre 29 mm | Épaisseur |                                                                                              |
| Artiste(s) Jan Alfons Keustermans (revers) | Artiste(s) Jan Alfons Keustermans (revers) | Tranche | Tranche |                                                                                              |
| Millésimes 1998 | Millésimes 1998 | Frappe totale 2500 pièces | Frappe totale 2500 pièces |                                                                                              |
| | | | |                                                                                              |
| Remarques – La pièce célèbre le 50e anniversaire de la Déclaration universelle des droits de l'homme adoptée par l’Assemblée générale des Nations unies le 10 décembre 1948 à Paris (France) et signée, à l'origine, par 48 États. Avec la pièce de 5 ECU sur le même thème, elle est la dernière pièce émise en ECU par la Belgique.                                                                                                 | | | |                                                                                              |
| 50 ECU - 50e anniversaire de la Déclaration universelle des droits de l'homme, | | | |                                                                                              |